# 펠릭스 클라인
펠릭스 크리스티안 클라인(독일어: Felix Christian Klein IPA: [ˈfeːlɪks ˈkʀɪsti̯an klaɪ̯n], 1849년 4월 25일 ~ 1925년 6월 22일)은 독일의 수학자이다. 함수론, 방정식론, 군론, 비유클리드 기하학, 역학 등 여러 분야에 지대한 공헌을 하였으며, 특히 수학의 서로 다른 분야인 군론과 기하학을 연결하는 데 공헌하였다.

## 생애
클라인은 뒤셀도르프 출신이다. 뒤셀도르프에서 김나지움을 다녔으며, 본 대학교에서 수학과 물리학을 공부하였다. 1872년 에를랑겐 대학교, 1880년 라이프치히 대학교에서 학생들을 가르쳤으며 1886년부터 1913년까지 괴팅겐 대학교의 교수를 맡았다. 1925년에 괴팅겐에서 사망했다.

## 저서
- „Vorlesungen über die Entwicklung der Mathematik im 19. Jahrhundert“ (2 Bände), Julius Springer Verlag, Berlin 1926 und 1927. S. Felix Klein Vorlesungen über die Entwicklung der Mathematik im 19. Jahrhundert 번역서 "19세기 수학의 발전에 대한 강의", 한경혜 옮김

## 같이 보기
- J-불변량
- 준동형
- 탁구 정리
- 균일화 정리